# Puchar Lavera 2022
Puchar Lavera 2022, ang. The 2022 Laver Cup – piąta edycja międzynarodowego drużynowego turnieju tenisowego o Puchar Lavera, która odbyła się w dniach 23–25 września 2022 roku w O2 Arenie w Londynie w Wielkiej Brytanii.
W turnieju wzięło udział dwunastu zawodników, podzielonych na Drużynę Europejską i Drużynę Światową, a funkcję kapitanów pełnili Björn Borg i John McEnroe. Po raz pierwszy w gronie startujących tenisistów znaleźli się wszyscy tworzący Wielką Czwórkę: Roger Federer, Rafael Nadal, Novak Djoković i Andy Murray.
W pierwszym dniu zmagań swoją zawodową karierę zakończył jeden z najbardziej utytułowanych tenisistów w historii, Roger Federer, który swój ostatni mecz rozegrał w parze z wieloletnim rywalem, Rafaelem Nadalem.
Po raz pierwszy w historii turniej wygrała Drużyna Światowa w składzie: Taylor Fritz, Félix Auger-Aliassime, Diego Schwartzman, Frances Tiafoe, Alex de Minaur, Jack Sock; po raz pierwszy również mecze rozegrali zawodnicy rezerwowi.

## Okoliczności i przebieg turnieju
25 listopada 2020 organizatorzy turnieju o Puchar Lavera poinformowali, że w 2022 impreza rozegrana zostanie w O2 Arenie w Londynie w dniach 23–25 września. Funkcję kapitanów kolejny rok z rzędu pełnić będą Björn Borg i John McEnroe.
3 lutego 2022 swój udział w zawodach potwierdzili Rafael Nadal i Roger Federer.
17 czerwca pierwszymi zawodnikami w składzie Drużyny Światowej zostali: Félix Auger-Aliassime, Taylor Fritz i Diego Schwartzman.
29 czerwca do udziału w turnieju zaproszony został Andy Murray.
22 lipca do listy zawodników dołączył Novak Đoković, co oznacza, że po raz pierwszy w historii w jednej drużynie zagrają tenisiści tworzący historyczną Wielką Czwórkę. Skład drużyny europejskiej uzupełnili 10 sierpnia Casper Ruud i Stefanos Tsitsipas.
2 sierpnia potwierdzono udział Jacka Socka.
17 sierpnia ogłoszono, że Roger Federer i Katarzyna, księżna Cambridge podjęli współpracę charytatywną, organizując w dniu 22 września Laver Cup Open Practice Day, z którego dochód zostanie przeznaczony na dwie organizacje pod patronatem księżnej. Z powodu śmierci królowej Elżbiety II wydarzenie zostało odwołane.
John Isner i Alex de Minaur dołączyli do drużyny światowej 25 sierpnia, ale 13 września Isner wycofał się z powodu kontuzji nadgarstka odniesionej w czasie US Open 2022 i został zastąpiony przez Francesa Tiafoe.
15 września Roger Federer ogłosił zakończenie kariery tenisowej i zapowiedział, że Puchar Lavera będzie ostatnim zawodowym turniejem, w którym wystąpi.
Zawody rozpoczęły się 23 września, a pierwsze punkty dla swoich drużyn zdobyli Casper Ruud, Stefanos Tsitsipas i Alex de Minaur.
W ostatnim meczu dnia, a także ostatnim w swojej profesjonalnej karierze, Roger Federer, partnerując Rafaelowi Nadalowi, przegrali wynikiem 6:4, 6:7(2), 9–11 z Jackiem Sockiem i Francesem Tiafoem. Po spotkaniu odbyła się ceremonia wieńcząca karierę Szwajcara z udziałem m.in. trzech jego największych rywali – Nadala, Novaka Đokovicia i Andy’ego Murraya.
Federer zrezygnował z dalszego udziału w zmaganiach, a w jego miejsce powołano rezerwowego – Matteo Berrettiniego. Włoch został pierwszym zawodnikiem rezerwowym w historii Pucharu Lavera, który rozegrał turniejowy mecz. 24 września wygrał z Félixem Augerem-Aliassimem, wyprowadzając Drużynę Europejską na prowadzenie. Tego dnia swoje singlowe mecze wygrali Đoković i Fritz, triumfował również debel Berrettini–Đoković.
Na początku trzeciego dnia rozgrywek Drużyna Europejska prowadziła wynikiem 8-4. Kolejne mecze zostały zwyciężone przez reprezentantów Drużyny Światowej, a triumf zapewniło jej zwycięstwo Francesa Tiafoe nad Tsitsipasem. To pierwsze zwycięstwo Drużyny Światowej w historii tego turnieju.

## Uczestnicy turnieju

### Drużyna Europejska
- Kapitan:  Bjorn Borg
- Zastępca kapitana:  Thomas Enqvist

| Tenisista          | Ranking ATP | Wyniki w Pucharze Lavera            |
| Casper Ruud        | 2           | zwycięstwo 2021                     |
| Rafael Nadal       | 3           | zwycięstwo 2017, 2019               |
| Stefanos Tsitsipas | 6           | zwycięstwo 2019, 2021               |
| Novak Đoković      | 7           | zwycięstwo 2018                     |
| Andy Murray        | 43          | debiut                              |
| Roger Federer      | NR          | zwycięstwo 2017, 2018, 2019         |
| Cameron Norrie     | 8           | zawodnik rezerwowy, debiut          |
| Matteo Berrettini  | 15          | zawodnik rezerwowy, zwycięstwo 2021 |

### Drużyna Światowa
- Kapitan:  John McEnroe
- Zastępca kapitana:  Patrick McEnroe

| Tenisista             | Ranking ATP | Wyniki w Pucharze Lavera     |
| Taylor Fritz          | 12          | finał 2019                   |
| Félix Auger-Aliassime | 13          | finał 2021                   |
| Diego Schwartzman     | 17          | finał 2018, 2021             |
| Frances Tiafoe        | 19          | finał 2017, 2018             |
| Alex de Minaur        | 22          | debiut                       |
| John Isner            | 47          | finał 2017, 2018, 2019, 2021 |
| Jack Sock             | 127         | finał 2017, 2018, 2019       |
| Tommy Paul            | 29          | zawodnik rezerwowy, debiut   |

## Mecze turniejowe
| Data                         | Drużyna Europejska              | Wynik              | Drużyna Światowa                | Punkty |
| 23 września (mecze po 1 pkt) | Casper Ruud                     | 6:4, 5:7, 10-7     | Jack Sock                       | 1–0    |
| 23 września (mecze po 1 pkt) | Stefanos Tsitsipas              | 6:2, 6:1           | Diego Schwartzman               | 2–0    |
| 23 września (mecze po 1 pkt) | Andy Murray                     | 7:5, 3:6, 7:10     | Alex de Minaur                  | 2–1    |
| 23 września (mecze po 1 pkt) | Roger Federer Rafael Nadal      | 6:4, 6:7(2), 9:11  | Jack Sock Frances Tiafoe        | 2–2    |
| 24 września (mecze po 2 pkt) | Matteo Berrettini               | 7:6(11), 4:6, 10:7 | Félix Auger-Aliassime           | 4–2    |
| 24 września (mecze po 2 pkt) | Cameron Norrie                  | 1:6, 6:4, 8:10     | Taylor Fritz                    | 4-4    |
| 24 września (mecze po 2 pkt) | Novak Đoković                   | 6:1, 6:3           | Frances Tiafoe                  | 6–4    |
| 24 września (mecze po 2 pkt) | Matteo Berrettini Novak Đoković | 7:5, 6:2           | Alex de Minaur Jack Sock        | 8–4    |
| 25 września (mecze po 3 pkt) | Matteo Berrettini Andy Murray   | 6:2, 3:6, 8:10     | Félix Auger-Aliassime Jack Sock | 8–7    |
| 25 września (mecze po 3 pkt) | Novak Đoković                   | 3:6, 6:7(3)        | Félix Auger-Aliassime           | 8–10   |
| 25 września (mecze po 3 pkt) | Stefanos Tsitsipas              | 6:1, 6:7(11), 8:10 | Frances Tiafoe                  | 8–13   |
| 25 września (mecze po 3 pkt) | Casper Ruud                     | nie rozegrano      | Taylor Fritz                    | –      |
| Wynik                        | Drużyna Europejska              | 8-13               | Drużyna Światowa                |        |